# Mario Recordón
Mario Recordón, född 14 juli 1922, död 5 juni 1994, var en  chilensk friidrottare. Han deltog vid olympiska sommarspelen 1948.